# Old Harbour
Old Harbour ist eine Mittelstadt im Süden von Jamaika. Die Stadt befindet sich im Parish Saint Catherine im County Middlesex. Im Jahr 2010 betrug die Einwohnerzahl 28.665 Menschen.

## Geschichte
Old Harbour wurde von spanischen Seefahrern unter dem Namen Puerto de Esquivella gegründet. Der Ort diente ihnen zum Bau von Schiffen, obwohl sich die Stadt ziemlich weit im Landesinneren befand. Im 16. Jahrhundert wurde der Ort von englischen Kolonialisten erobert und bekam seinen heutigen Namen Old Harbour.

## Industrie und Handel
In Old Harbour befindet sich das größte Kraftwerk von Jamaika, welches hauptverantwortlich ist für die Stromversorgung des wichtigsten Industriezentrum der Insel, in Saint Catherine Parish und dessen Hauptstadt Spanish Town. Der historische Bahnhof in Old Harbour ist ein wichtiger Knotenpunkt für den Güterverkehr. Von dort verläuft die einzige Bahnlinie zum nahen Flug- und Seehafen in Port Esquivel. Dies sind die wichtigsten Plätze auf der Insel für den Export von Zucker und Bauxit.

## Historische Gebäude
Im Zentrum der Stadt befindet sich ein Glockenturm aus Eisen. Dieser wurde Anfang des 17. Jahrhunderts, kurz nach der Eroberung durch die Engländer, erbaut.
Nordwestlich von Old Harbour befindet sich Colbeck Castle. Die Burg wurde 1680 von John Colbeck, einem Colonel der British Army als Schutz gegen spanische Soldaten errichtet.
Die St. Dorothy's Anglican Church befindet sich zwei Meilen von Old Harbour entfernt. Die im Jahre 1681 errichtete anglikanische Kirche wurde von dem englischen Colonel Thomas Fuller und seiner Frau Catherine aus Holz, Steinen und Ziegel erbaut.
Der Bahnhof Old Harbour Railway Station wurde im Jahr 1871 erbaut. Das zweistöckige Hauptgebäude wurde im georgianischen Stil errichtet.

## Söhne und Töchter der Stadt
- Omar Cummings, international tätiger Profi-Fußballer